# Frieder Bernius
Frieder Bernius, né le 22 juin 1947 à Ludwigshafen, est un chef d'orchestre et un chef de chœur allemand, directeur du Kammerchor Stuttgart, fondé en 1968, ensemble spécialisé dans l'interprétation documentée du répertoire baroque.
Son activité musicale et ses enregistrements lui ont valu de prestigieuses récompenses : Prix Edison (en), Diapason d'or et, en 1993, chevalier de l'ordre du Mérite de la République fédérale d'Allemagne.

## Biographie
Il est le deuxième enfant d'un ministre protestant, Helmut Bernius, et de sa femme Inge, une musicienne de chapelle. Il étudie la musique dans une école spécialisée de Stuttgart, puis à l'Université Eberhard Karl de Tübingen. Dès 1968, à son arrivée à Stuttgart, il fonde le Kammerchor Stuttgart (Chœur de chambre de Stuttgart) qui s'intéresse d'abord à la musique a cappella des XIXe et XXe siècles, avant d'étendre son répertoire.
Dès 1977, Bernius dirige régulièrement de nombreux orchestres allemands, notamment celui de la NDR, de la WDR et de la RIAS Berlin.
À partir de 1985, il s'intéresse à l'interprétation historiquement informée de la musique baroque. Outre des prestations avec son Kammerchor Stuttgart, il donne des concerts et des enregistrements avec la Musica Fiata de Cologne, La Grande Écurie et la Chambre du Roy de Paris et le Tafelmusik Baroque Orchestra de Toronto.
En 1987, il fonde le festival de musique baroque de Stuttgart, événement maintenant connu sous le nom de Stuttgart Barock. En 1988, il dirige le Kammerchor Stuttgart et le Barockorchester Stuttgart au Festival de musique de Rheingau (de) à l'Abbaye d'Eberbach. Le 23 juin sont jouées deux œuvres de Carl Philipp Emanuel Bach, le Magnificat et l'oratorio Die Israeliten in der Wüste (Les Israélites dans le désert), avec les solistes Nancy Argenta, Lena Lootens (en), Mechthild Georg (en), Howard Crook et Stephen Roberts.
Bernius amorce une collaboration avec le label Sony Classical en 1989. En 1992, il enregistre l'opéra Orfeo ed Euridice de Gluck. En 1990, son enregistrement des Symphoniæ Sacræ III d'Heinrich Schütz, avec l'ensemble Musica Fiata, remporte le Prix Edison (en) et celui de la Missa Dei Filii de Jan Dismas Zelenka, avec le Tafelmusik de Toronto, un Diapason d'Or. Pendant les années suivantes, ses enregistrements reçoivent plusieurs autres Diapason d'Or, dont ceux des Psaumes de David de Schütz et du Requiem de Mozart, et plusieurs Prix de la critique allemande du disque (de), notamment pour l'Oratorio de Pâques de Jean-Sébastien Bach.
En 1991, il fonde l'orchestre Klassische Philharmonie Stuttgart. En 2002, il est nommé directeur de la Hofkapelle Stuttgart. Le 10 juillet 2005, au Rheingau Musik Festival à l'Abbaye d'Eberbach, il dirige le Requiem polonais de Krzysztof Penderecki avec son Kammerchor Stuttgart et le Sinfonia Varsovia.

## Discographie partielle

### Opéra
- Franz Danzi : Der Berggeist, Kammerchor Stuttgart, Hofkapelle Stuttgart. Carus, 2013
- Christoph Willibald Gluck : Orfeo ed Euridice, Kammerchor Stuttgart, Tafelmusik Baroque Orchestra. Sony, 1992
- Niccolò Jommelli : Il Vologeso, Stuttgarter Kammerorchester. Orfeo, 1997
- Niccolò Jommelli : Didone Abbandonata, Stuttgarter Kammerorchester. Orfeo, 1995
- Justin Heinrich Knecht : Die Äolsharfe (La Harpe d'Éole), Kammerchor Stuttgart, Hofkapelle Stuttgart. Carus, 2009
- Johann Rudolf Zumsteeg : Die Geisterinsel (L'Île des esprits), d'après La Tempête de William Shakespeare. Carus

### Musique sacrée
- Johann Sebastian Bach : Cantates BWV 206 & 207a, Kammerchor Stuttgart, Concerto Köln. Sony, 1991
- Johann Sebastian Bach: Oratorio de Pâques BWV 249 ; Carl Philipp Emanuel Bach: Danket dem Herrn et Heilig, Kammerchor Stuttgart, Barockorchester Stuttgart. Carus, 2006
- Johann Sebastian Bach : Messe en si mineur, Kammerchor Stuttgart, Barockorchester Stuttgart. Carus, 2006
- Ludwig van Beethoven : Messe en ut majeur, Op. 86, Kammerchor Stuttgart, Hofkapelle Stuttgart. Carus, 2013
- Johannes Brahms : Musica sacra, Kammerchor Stuttgart, Bläser der Deutschen Kammerphilharmonie. Carus, 2003
- Luigi Cherubini : Requiem en do mineur, Kammerchor Stuttgart, Hofkapelle Stuttgart. Carus, 2011
- Joseph Haydn : Die sieben letzten Worte unseres Erlösers am Kreuze (oratorio), Kammerchor Stuttgart, Württembergisches Kammerorchester Heilbronn. Hänssler, 2006
- Gottfried August Homilius: Sehet, welch eine Liebe. (Motetten), Kammerchor Stuttgart. Carus, 2004
- Felix Mendelssohn : Musique sacrée (10 CD), Kammerchor Stuttgart, Barockorchester Stuttgart.  Carus, 2012
- Wolfgang Amadeus Mozart : Requiem K.626, Kammerchor Stuttgart, Tafelmusik Baroque Orchestra. Carus, 2002
- Heinrich Schütz : Symphoniae Sacrae III, Musica Fiata, DHM, 1990
- Heinrich Schütz : Œuvres (5 CD), Kammerchor Stuttgart, Musica Fiata Köln, Barockorchester Stuttgart. Sony Vivarte, 2012
- Jan Dismas Zelenka : Missa Dei Filii, Kammerchor Stuttgart, Tafelmusik Baroque Orchestra. DHM, 1990
- Jan Dismas Zelenka : Missa Dei Patris, Kammerchor Stuttgart, Barockorchester Stuttgart. Carus, 2000
- Jan Dismas Zelenka : Missa Ultimatum Sexta Omnium Sanctorum, Kammerchor Stuttgart, Stuttgarter Barockorchester. Sony, 2002
- Jan Dismas Zelenka : Missa Votiva, Kammerchor Stuttgart, Barockorchester Stuttgart. Carus, 2010

### Musique pour orchestre
- Norbert Burgmüller : Symphonies nos 1 & 2, Hofkapelle Stuttgart. Carus, 2010
- Norbert Burgmüller : Klavierkonzerte, op. 1 ; Entr'actes, op. 17, Tobias Koch, pianoforte, Hofkapelle Stuttgart. Carus, 2013
- Johannes Wenzeslaus Kalliwoda : Symphonies nos 5 & 6, Hofkapelle Stuttgart. Orfeo, 2006
- Arnold Schönberg : La Nuit transfigurée ; Richard Strauss : Metamorphosen, Streicherakademie Bosen, Accademia d'Archi Bolzano. Carus, 2003